# Ventarrón
El sitio arqueológico de Ventarrón es un templo de 4500 años de antigüedad que cuenta con pinturas murales, situado en el departamento de Lambayeque, al norte del Perú.

## Ubicación
El sitio arqueológico de Ventarrón se encuentra al lado oeste de las faldas del cerro del mismo nombre, a 1 km del río Reque en el distrito de Pomalca, en la provincia de Chiclayo, del Departamento de Lambayeque.

## Historia

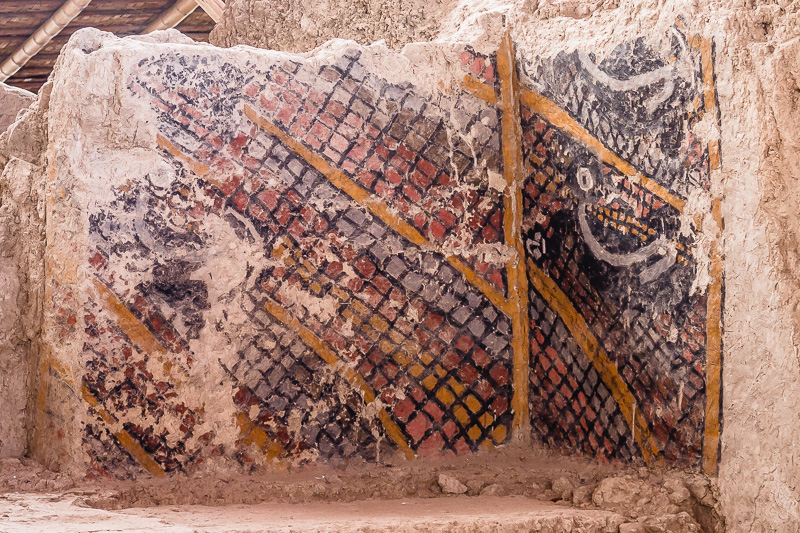
Mural de Ventarrón.

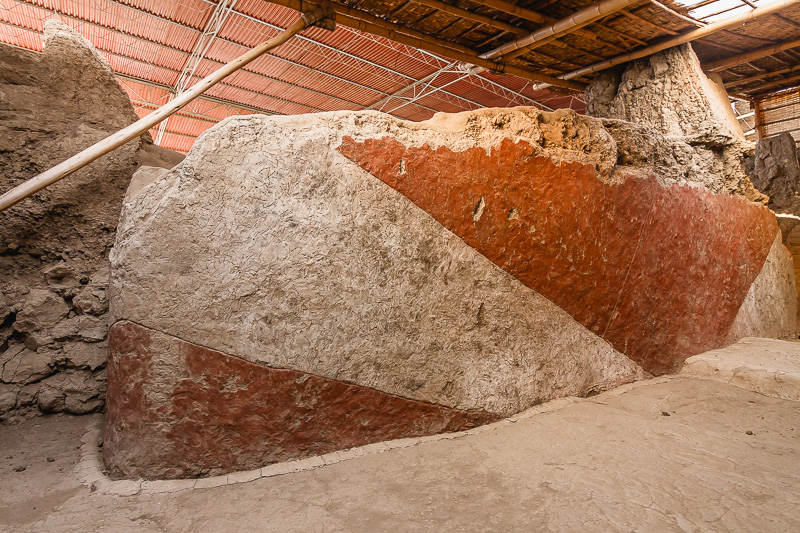
Mural de Ventarrón.

En la década de 1980, el arqueólogo peruano Walter Alva había encabezado el descubrimiento de la tumba del Señor de Sipán y las de otros personajes notables en la zona de la cultura moche, mucho más tardía que la de Ventarrón, pero que, como ella, se radicaría en Lambayeque. En la tumba real se habían hallado resto de varias generaciones de una época situable hacia el 300 d. C. (hace unos 1.700 años).
El complejo de Ventarrón fue hallado por un equipo, dirigido también por Alva, de la mano de su hijo Ignacio, mediante excavaciones en el 2007 en la región de Lambayeque (Perú), a 760 km de Lima y a unos 19 de Sipán, centro religioso y político de la cultura moche tardía, que floreció entre el año 1 y el 700 d. C. (de 2.000 a 1.300 años atrás).
Los investigadores llamaron Ventarrón a la estructura del templo. Situado en un valle, el complejo abarca cerca de 2.500 metros cuadrados. Según la datación con carbono-14, el templo y los murales son aproximadamente del año 2300 a. C., y se cree que son los más antiguos descubiertos en las Américas. Un mural sobre dos paredes representa a un venado atrapado en una red. Rodeado por paredes con un diseño zigzag en rojo y blanco. El templo fue construido con bloques irregulares de barro hechos con los sedimentos del río en lugar de la piedra o el adobe tradicionales en la zona, pero muy posteriores a esta obra primigenia de arquitectura. La construcción es única en la costa norte. Contiene una escalera que lleva a un altar de fuego.
En palabras del propio Walter Alva, "lo que es sorprendente son los métodos de construcción, el diseño arquitectónico y, sobre todo, la existencia de murales que podrían ser los más antiguos de las Américas. El descubrimiento de este templo aporta indicios que sugieren que la región de Lambayeque era una de las zonas del rico intercambio cultural entre la costa del Pacífico y el resto del Perú".
Se hallaron lo que pudieron ser ofrendas ceremoniales, como el esqueleto de un loro y el de un mono que presumiblemente procederían de regiones de la selva del Perú, y conchas típicas de la costa de Ecuador. Estos restos indican la amplitud de la zona de intercambio.
Alva y su equipo trabajaron tres meses en la excavación. Señalaron que el grupo humano que había construido en su día el templo lo había enterrado después al concluir su empleo. Ese enterramiento hizo posible su conservación durante miles de años. La gente de la zona había excavado para obtener piedras con las que construir sus viviendas, y gran parte de esa región había sido saqueada en 1990 y en 1992, pero no había sido hallado el templo.

## Incendio
En el día domingo 12 de noviembre del 2017, un incendio afectó vasijas de cerámicas y murales del sitio arqueológico. Sufrió uno de los peores daños a causa de un incendio que se inició
aproximadamente a las 14:00 horas y se propago rápidamente, ocasionando que el fuego consuma en primer lugar todo el material del cual estaban construido parte de estos ambientes que cumplían la función de almacén tanto para herramientas, material cultural mueble e información producto de las investigaciones arqueológicas realizadas en los años 2011, 2012, 2013, (madera, papel, cartón). La afectación se dio en un porcentaje aproximado del 90 %.
A raíz de la propagación del fuego desde dichos almacenes (sector que se presume desde donde se propago el incendio de manera incontrolable hacia la plataforma principal), éste llegó a alcanzar rápidamente las coberturas construidas con estructura de madera y elementos de cubierta de plancha de fibra vegetal. Dado las características de los materiales, las llamas consumieron la integridad de la cobertura, y a la vez afectaron a la cobertura metálica ubicada en la parte central donde están expuestas pinturas murales prehispánicas.
Como producto de la combustión de los materiales de cubierta y su consecuente colapso, las estructuras arqueológicas sufrieron desprendimiento, fracturas de algunos elementos, ennegrecimiento, calcinación de la capa externa de los paramentos e impregnación del material derretido sobre las pinturas murales. Asimismo, la estructura peatonal instalada para la visita turística se vio afectada perdiendo la totalidad de las láminas de vidrio templado, quedando expuesta la estructura metálica, la cual no sufrió daños respecto a su estabilidad.
Una vez controlado el incendio, los especialistas realizaron la respectiva evaluación e identificación de las áreas afectadas. 
La Dirección Ejecutiva de la Unidad Ejecutora 005 procedió a conformar un comité de atención para la emergencia encabezado por el Arql. Alfredo Narváez. Las acciones implementadas consistieron en proceder al retiro del material colapsado producto de la calcinación de las coberturas, con la finalidad de dejar libre de escombros los espacios y recintos del área arqueológica. Paralelamente se realizó la protección de los murales policromos los cuales fueron cubiertos provisionalmente con plástico a fin de evitar la incidencia directa de los factores ambientales, principalmente
de los fuertes vientos que se presentan en la zona. Seguidamente, en coordinación con la Dirección Desconcentrada de Cultura de Lambayeque, se recogió el material arqueológico
que se encontraba a la intemperie bajo los anaqueles colapsados de los almacenes.
Con la finalidad de proteger las áreas expuestas se realizaron trabajos de emergencia para rehabilitar parte de la cobertura perdidas. De esta manera, se colocaron planchas de calamina galvanizada sobre el sector donde se ubica un mural policromo y se levantó un paño de cubierta en otro sector que alberga elementos de las mismas características al anterior. Estas labores se realizaron a finales del año 2017, teniendo en consideración que una de las grandes limitaciones fue de carácter presupuestal, lo que no permitió proteger una mayor área con coberturas. A inicios del año 2018, se programaron como prioridad, acciones para la instalación de una nueva cobertura para toda el área afectada y la
rehabilitación de la pasarela peatonal.